# Гласът на Безмълвието
„Гласът на Безмълвието“ (на английски: The Voice of the Silence) е книга на Елена Блаватска, считана за една от трите нейни най-важни книги наред с „Разбулената Изида“ и „Тайната доктрина“. Написана е през 1889 година във Фонтенбло. Публикувана е за пръв път в Лондон през същата година. Състои се от три фрагмента: „Гласът на Безмълвието“, „Двата пътя“ и „Седемте порти“. Според авторския предговор към книгата тези фрагменти са извлечени от „Книгата на Златните правила“, използвана на Изток от учениците на мистичните школи и принадлежаща към същата серия книги, към която принадлежи Книгата Дзиан, текстове от която са коментирани в „Тайната доктрина“.
„Гласът на Безмълвието“ е преведена и издадена на редица европейски езици – испански (1892), немски (1893, прев. Франц Хартман), френски (1907), руски (1908, прев. Е.Ф.Писарева), португалски (1916, прев. Фернанду Песоа), български (1912 в сп. „Теософия“, отделна книга през 1917, прев. Иван Грозев) и др.
През 1903 Лев Толстой заимства откъси от първото английско издание на „Гласът на Безмълвието“, изпратено му от Блаватска, за свои книги с нравствени напътствия. Американският философ Уилям Джеймс цитира голям пасаж от книгата на Блаватска в своя труд „Многообразието на религиозния опит“, за да илюстрира важността на музикалното въздействие на речта за предаването на мистични идеи. Някои изследователи поддържат тезата, че концепцията за „Беззвучния Звук“, съдържаща се в този пасаж, е намерила отражение в някои произведения на Ърнест Хемингуей. Според японския философ и учител по дзен Д. Т. Судзуки в „Гласът на Безмълвието“ е представен автентичен Махаяна будизъм и нейният текст демонстрира, че Блаватска несъмнено е било посветена в дълбоките аспекти на учението на Махаяна. Според известния проповедник на будизма на Запад бхикшу Сангаракшита „Гласът на Безмълвието“ е уникална с това, че в нея будистките истини са предадени едновременно със средствата на поезията и на парадокса, като последният е използван по начина, характерен за будистките свещени книги – за изразяване не на привидни, а на реални противоречия, неподдаващи се на логически анализ. Парадоксално е и самото заглавие на книгата на Блаватска, изразяващо идеята, че във всеки негативен израз се съдържа лингвистична позитивност. През 1989 за ознаменуване на стогодишнината от първото издание на „Гласът на Безмълвието“ e осъществено юбилейно издание с предговор от Далай Лама XIV. В този предговор, озаглавен „Пътят на Бодхисатва“, той пише, че книгата на Блаватска е оказала силно влияние върху мнозина искрено търсещи и стремящи се да се приобщят към мъдростта и състраданието.